# Statskuppen i Lettland 1934

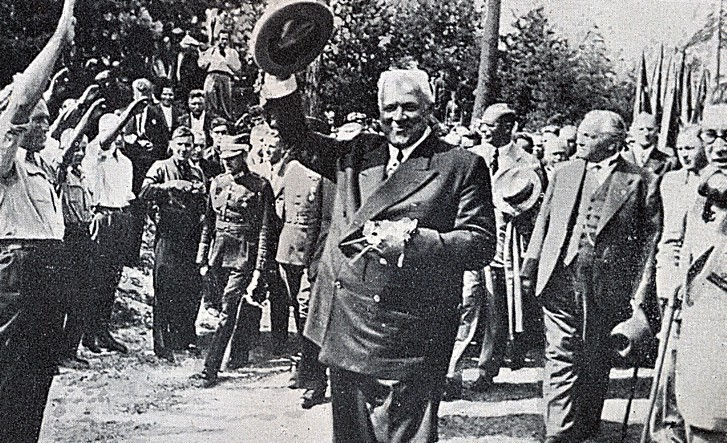
Kārlis Ulmanis, Jānis Balodis och andra ministrar hälsar sina anhängare under ett politiskt möte kort tid efter statskuppen 1934.

Statskuppen i Lettland 1934 ägde rum den 15 maj 1934 och utfördes av Lettlands statsminister Kārlis Ulmanis med hjälp av hans närmaste man, krigsministern och tidigare generalen Jānis Balodis, den vita skyddskåren Aizsargi, som var lojal med Ulmanis, och delar av den lettiska armén. Trupperna som deltog i kuppen ockuperade regeringsbyggnader och viktiga kommunikations- och transportcentra. Ett par tusen parlamentariker, ämbetsmän och officerare som motsatte sig kuppen fängslades. Utöver det förekom det förhållandevis lite våld, varför kuppen i efterhand har omtalats som oblodig och utan dödsoffer.
Som folkvald regeringschef slog Ulmanis till mot ett demokratiskt system som han själv hade varit med om att skapa drygt femton år tidigare. Som en del av kuppen upplöstes parlamentet. Stora delar av författningen inklusive tryckfriheten upphävdes. Samtliga fria fackföreningar och politiska partier, inklusive Ulmanis eget, förbjöds. I stället upprättades en odemokratisk auktoritär regim. 
1936 övertog Ulmanis på olaglig väg även presidentposten efter den avgående presidenten Alberts Kviesis och stärkte därigenom ytterligare sin ställning. Efter detta kallades han officiellt för Valsts un Ministru Prezidents (President och Ministerpresident), men omtalades i media och allmänt oftast som Tautas Vadonis (Folkets ledare) eller bara som Vadonis (Ledaren). I likhet med andra diktaturer på 1930-talet lades stor vikt vid att hylla Ledaren i samband med olika massmöten och andra välbesökta tillställningar, exempelvis kulturevenemang, skördefestivaler, jordbruksutställningar och militärparader.